# CHOICE IS YOURS
『CHOICE IS YOURS』（チョイス・イズ・ユアーズ）は、2008年6月18日にavex traxから発売されたAAAの4枚目のミニアルバム。
AAA初となる、男性メンバーのみの曲を収録した作品。2007年に配信とライブでのみ発表されていた新曲4曲に加え、新たな録りおろし曲2曲を加えた全6曲を収録。
CD Only（初回限定 スクリーンセーバー付）、CD+DVD（「Crash」PV収録）、CD+DVD（『Winter Special Live?男だけだと、こうなりました!?』ライブDVD付き・初回のみスリーブ仕様）の3形態で発売。

## 収録曲
CD
1. Crash (3:51)
（作詞：松井五郎、Rap詞：日高光啓、作曲・編曲：原一博）
2. Hasta la vista 〜アスタ・ラ・ビスタ〜 (4:39)
（作詞・作曲、編曲：MONK）
3. ZAPPER (4:01)
（作詞：大塚利恵、Rap詞：日高光啓、作曲：日比野裕史、編曲：水島康貴）
末吉秀太ソロ。ラップ部分でメンバーの日高光啓が参加。
4. Crying Freeman (3:54)
（作詞：Kenn Kato、作曲：日比野裕史、編曲：h-wonder）
與真司郎ソロ。コーラスでメンバーの浦田直也と西島隆弘が参加。
5. BET (3:09)
（作詞：日高光啓、作曲：請地博、日高光啓、編曲：DJ大自然）
日高光啓が作詞し、一部作曲している。
6. あきれるくらいわがままな自由 (4:44)
（作詞：Kenn Kato、作曲：ダイキ、編曲：小西貴雄）

LIVE DVD
1. Hasta la vista 〜アスタ・ラ・ビスタ〜
2. ソウルエッジボーイ
3. Crash
4. あきれるくらいわがままな自由
5. チューインガム
6. 最強Babe (Chibikko AAA version)
7. Get チュー! (acoustic version)
8. Bomb A Head!
9. 最強Babe

-ENCORE-
1. No End Summer
2. BET
3. Winter lander!!(AAA men's version)

DVD
1. Crash [Music Clip]
2. Crash [Off Shot]